# Elaphria arna
Elaphria arna är en fjärilsart som beskrevs av Achille Guenée 1852. Elaphria arna ingår i släktet Elaphria och familjen nattflyn. Inga underarter finns listade i Catalogue of Life.